# Threnetes
Threnetes is een geslacht van vogels uit de familie van de kolibries (Trochilidae).

## Soorten
Het geslacht kent de volgende soorten:
- Threnetes leucurus – Zwartkeelbaardkolibrie
- Threnetes niger – Beroete baardkolibrie
- Threnetes ruckeri – Bandstaartbaardkolibrie